# Iveco Massif
De Iveco Massif was een terreinauto van de vrachtautofabrikant Iveco, een dochteronderneming van de FIAT-groep. 

## Geschiedenis

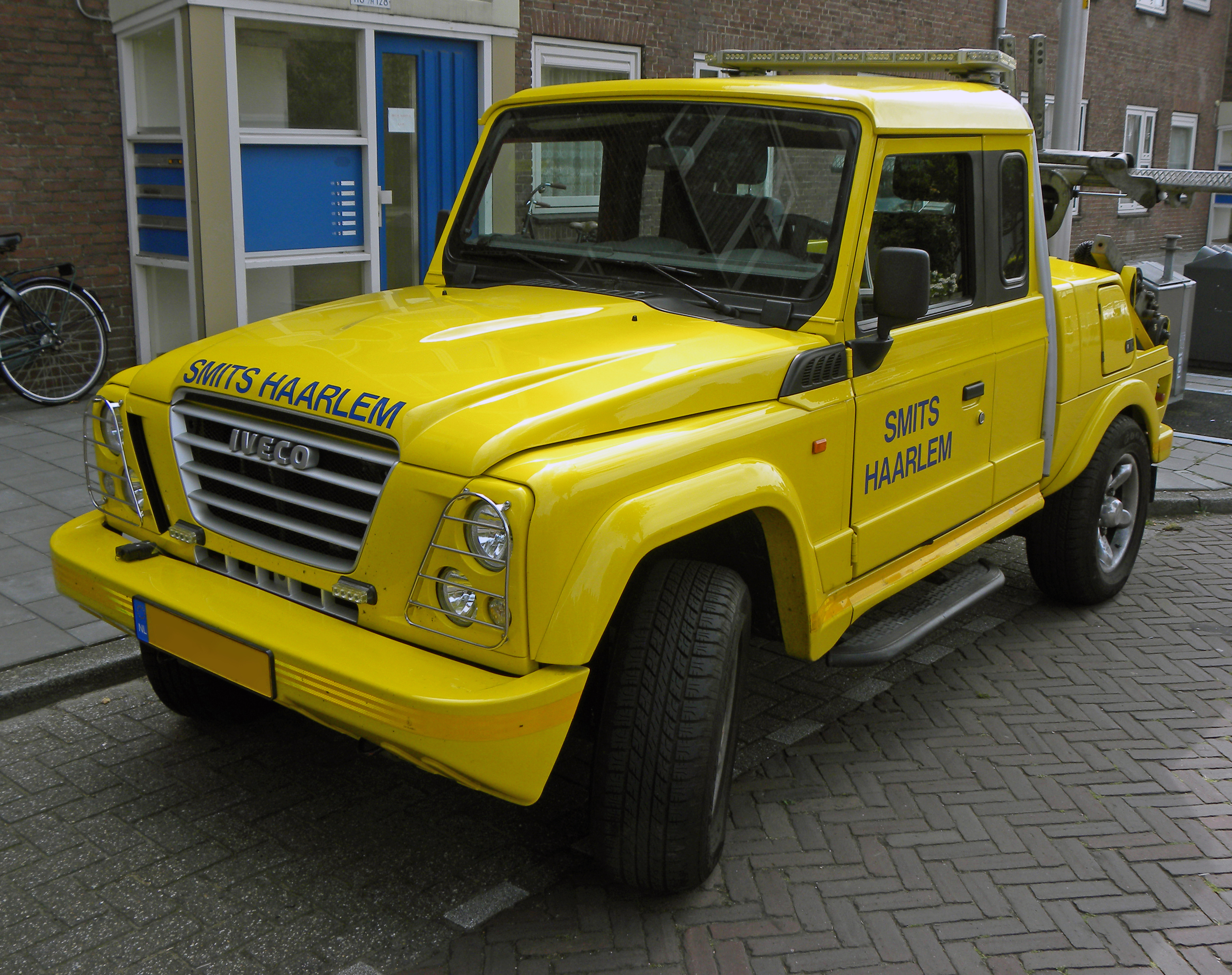
Iveco Massif (2010) als bergingsvoertuig.

De Massif was de opvolger van de Santana PS-10, een licentieproductie van de Land Rover Defender waarvoor Iveco al de motoren en aandrijflijnen leverde. De productie vond plaats bij Santana Motor S.A. in Spanje. De Massif was aan de buitenkant vormgegeven door Giorgetto Giugiaro.
Met z’n boven elkaar geplaatste koplampen, smalle grille, zwartgelakte raamstijlen en kunststof beplating rondom stond de Iveco nog wat verder van de Land Rover af dan de Santana, maar opnieuw waren de Britse basisvormen goed herkenbaar.
De Massif werd aangeboden met twee 3,0-liter dieselmotoren van de Iveco Daily: met 110 kW (150 pk) en met 129 kW (175 pk). De laatste haalde zijn vermogen door een turbolader met variabele geometrie. Beide motoren voldeden aan de Euro IV-emissienorm. De auto was alleen beschikbaar met handgeschakelde versnellingsbak en inschakelbare vierwielaandrijving. Een optioneel sperdifferentieel voor de achteras was ook leverbaar.
De Massif was er als drie- en vijfdeurs combi, tweedeurs pick-up, "chassis-cabine" en bovendien met verschillende opbouwen voor militaire- en reddingsdoeleinden.
In 2011 werd de productie beëindigd.